# Michaël de Saint-Chéron
Pour les articles homonymes, voir Saint-Chéron.
Michaël Brunnin-Guyard de Saint-Chéron plus connu sous le nom Michaël de Saint-Chéron, né le 16 juin 1955 à Paris, est philosophe des religions et écrivain, il travaille notamment sur les rapports entre philosophie et littérature. 
Il est marié en secondes noces avec Anne Le Diberder, historienne d'art, directrice de la maison-atelier de Foujita en Essonne.

## Éléments biographiques
Michaël de Saint-Chéron appartient à une famille de la bourgeoisie parisienne. Il est philosophe des religions et chercheur en littérature de la modernité, membre associé d'HISTARA/EPHE  (section histoire de l'art, des représentations, des pratiques et des cultures administratives de l'École Pratique des Hautes Études). Il rencontre le bouddhisme par son épouse sud-coréenne et, plus tard, l'hindouisme
Auteur de 30 livres, il a aussi dirigé un certain nombre d'actes de colloques. Spécialiste notamment des philosophes Emmanuel Levinas, Paul Ricœur, Franz Rosenzweig, et du dalaï-lama, il a beaucoup travaillé sur André Malraux. Il est en France le spécialiste reconnu de l'œuvre d'Elie Wiesel, auteur de sept livres avec et sur lui. Diplômé de l'Institut national des langues et civilisations orientales (INALCO, Langues O'), il fut professeur invité à l'Institut Universitaire d'Études Juives Elie Wiesel, Paris (2006-2009) et dirigea en 2013 un séminaire judaïsme-hindouisme à l'Institut européen Rachi de Troyes. En juin 2015, il est chargé d'un séminaire intitulé "De la modernité à la postmodernité dans la littérature française" à l'invitation de l'Institut national de la Recherche de Taïwan. Depuis 2006, il donne de nombreuses conférences et des cours d'une part sur la philosophie éthique, et, d'autre part, sur les travaux de pensée éthique de Levinas mais également sur l'herméneutique du témoignage et la philosophie de la mémoire, de l'oubli et de la réconciliation chez Ricœur. Il a été nommé Ambassadeur de la paix par le Cercle universel des ambassadeurs de la paix (Ambassade de la paix, Genève). Il collabore depuis cinq ans à La Règle du Jeu et de 2014 à 2016, a été  chroniqueur régulier du Huffington Post et depuis 2016 collabore régulièrement à La Nouvelle Quinzaine littéraire, qui poursuit la publication de La Quinzaine littéraire, fondée par François Erval et Maurice Nadeau en 1966 (société SELIS). 
Ancien président des Amitiés internationales André Malraux, il est membre de plusieurs commissions du Conseil représentatif des institutions juives de France (CRIF) dont la commission pour les relations internationales. Il est par ailleurs chargé d'études documentaires principal, chargé de la valorisation du patrimoine et du patrimoine mondial, à la Conservation régionale des Monuments historiques d'Ile-de-France (DRAC). Nommé le 1er janvier 2015, chevalier de la Légion d'Honneur, il est président du Comité Necker de la Société des Membres de la Légion d'honneur (SMLH) (Paris 15e) et trésorier statutaire de la Fondation prince Louis de Polignac (sous les auspices de l'Institut de France).